# Бражуольское перемирие
Бражуо́льское переми́рие — договор между великим князем литовским Ягайлом и Тевтонским орденом, подписанный 6 июля 1382 года в замке Бражуоле около Трок во время гражданской войны в Великом княжестве Литовском 1381—1384 годов.

## Предпосылки
12 июня 1382 года жители Вильни во главе с купцом немецкого происхождения Ганулом восстали против власти Кейстута, препятствовавшего свободному ведению торговли. Вскоре в город прибыл противник Кейстута — великий князь литовский Ягайло. Витовт собрал в Троках армию и попытался отвоевать Вильну, но потерпел поражение. Ягайло с братом Скиргайло начали наступление на Троки. Крестоносцы, с которыми Ягайло имел соглашение, двигались на Витовта с севера.

## Подписание
6 июля в замке Бражуоле около Трок Ягайло и представители Тевтонского ордена заключили краткосрочное перемирие (до 8 августа), согласно которому крестоносцы обещали не вступать в соглашение с Кейстутом. Крестоносцы не считали себя связанными прежними договорённостями и могли поддержать любую из сторон в расколотой междоусобной войной Литве.

## Последствия
Перед угрозой совместного удара со стороны Ягайло и крестоносцев Витовт был вынужден отступить в Гродно. Троки сдались 20 июля. Между тем Кейстут собрал своих сторонников в Жемайтии, Витовт — в Гродно, а его брат Любарт Гедиминович привёл войска из Волыни. 3 августа 1382 года войска Кейстута и Ягайла встретились возле Трок, но битва так и не состоялась. Обе стороны согласились на переговоры. Однако по прибытии в лагерь неприятеля Кейстут и Витовт были схвачены и заключены в Кревском замке. Через 5 дней после пленения, 15 августа, Кейстут был найден мёртвым. Хотя официально было объявлено о самоубийстве старого князя, слухи о его преднамеренном убийстве быстро распространились. Витовту удалось бежать. Спустя некоторое время он продолжил борьбу с Ягайлом.